# Федосова Тетяна Георгіївна
Тетяна Георгіївна Федосова (25 червня 1960, м. Кролевець Сумської області, Україна) — майстриня художнього ткацтва, член Національної Спілки майстрів народного мистецтва України.

## Біографія
Федосова Тетяна Георгіївна народилась 25 червня 1961 року в м. Кролевець Сумської області в родині викладачів Кролевецького профтехучилища, які готували кадри для ткацьких фабрик та комбінатів СРСР.
Дитинство Тетяна провела серед чудової природи Кролевеччини, серед картин, ескізів, технічних рисунків на рушники та обладнання для ткацтва. Дівчина багато малювала, придивлялася до творчості батьків. Після закінчення 8 класів пішла навчатись до Кролевецького профтехучилища, де освоїла ткацтво, заправки верстатів на всі види ткацтва для перебірного, чивникового, змішаного, що побутували у Кролевецькому народному ткацтві. Крім ручного верстата освоїла роботу і на автоматичному верстаті. Після закінчення Кролевецького училища Тетяна продовжила освіту у Вижницькому училищі прикладного мистецтва в Чернівецькій області, яке закінчила з відзнакою за фахом художнього ткацтва. В 1982 році продовжила навчання заочно: поступила в Курський педагогічний інститут на художньо-графічний факультет. В 1987 р. вона закінчила інститут з дипломною роботою — рушником в техніці Кролевецького перебірного ткацтва «Червона гвоздика». Після одруження п'ять років жила в Якутії за місцем проживання чоловіка. Федосова Т. Г. працювала в школі мистецтв. У 1992 році подружжя Федосових повертається на Кролевеччину, і Тетяна Георгіївна влаштовується на роботу викладачем Кролевецького профтехучилища. З 2000 р. Т. Федосова проживала в Харкові. Пізніше Тетяна Георгіївна Федосова почала працювати керівником гуртка образотворчого та прикладного мистецтва смт. Безлюдівка Харківської області. Вона навчає учнів бачити світ і передавати його неповторність на полотні кролевецьких рушників.
"Рушник у Кролевці був не лише атрибутом свята, він активно використовувався у побуті, був і є частиною людського світоуявлення. Тому вміння ткати передавалося від покоління до покоління, так і дійшло до наших днів. І охоронці народного мистецтва продовжують його і зараз, навчаючи молодь, передаючи нащадкам старі традиції ткацтва, — так розповідає Федосова Тетяна Георгіївна.

## Трудова діяльність
З 1982 р. Тетяна Георгіївна Федосова працює викладачем спеціальних предметів у Кролевецькому ПТУ художнього ткацтва. Працюючи з дітьми викладачем художніх предметів у школі мистецтв в Якутії (за місцем помешкання чоловіка) майстриня не забувала про Кролевецьке ткацтво. Вона малює ескізи рушників, працює над новими мотивами. Майстриня працює творчо, бере участь у обласних, республіканських та всесоюзних виставках, нагороджується дипломами, грамотами, про її роботи пишуть в періодичній пресі. Ставить перед собою завдання — збереження традицій Кролевецького народного ткацтва та пошук на їх основі нових форм та мотивів у композиціях унікальних та побутових виробів, цьому ж навчає і своїх учнів. Учасник багатьох Всеукраїнських і міжнародних виставок декоративно-ужиткового митстецтва.
Головні мотиви її рушників — це квіти та грона калини чи винограду, птахи, Богиня — Берегиня, традиційні вітряки в її індивідуальній інтерпретації. Із окремих елементів Кролевецького народного ткацтва вона розробляє нову квітку калини, квітку гвоздики, український коровай, нового птаха, що нагадує казкову «Жар-птицю». Композиції її рушників і панно відзначаються стилістичною єдністю, довершеністю композицій, високою майстерністю виконання, бо вона не лише художниця, але й майстриня — ткаля.

## Досягнення
В 1987 році створила рушник в техніці Кролевецького перебірного ткацтва, який того ж року експонувався в Москві, у Манежі на виставці творчих звітів вузів СРСР.
В 1996 році Федосова Т. Г. стала членом Національної Спілки майстрів народного мистецтва України
У 2000 р. стає переможницею конкурсу майстрів народних ремеселі промислів на Міжнародному фестивалі мистецтв «Славянский базар» у Вітебську.

## Родина
Батько — Соловйов Георгій Сергійович
Мати — Соловйова Олександра Федорівна
Обоє закінчили Львівський інститут прикладного та декоративного мистецтва і за цим фахом працювали у Кролевецькому профтехучилищі

## Роботи майстрині
- 1998 р. — «Живе дерево»
- 2001 р. — «Весняний клопіт»
- 2002 р. — «Червона рута»
- 2003 р. — Герб Безлюдівки
- 2005 р. — «Калинова весна»
- 2006 р. — «Верба та калина»
- 2007 р. — триптих «Молитва для двох»